# Southampton Rangers SC
El Southampton Rangers SC es un equipo de fútbol de Bermudas que juega en la Primera División de Bermudas, la segunda categoría de fútbol en el país.

## Historia
Fue fundado en el año 1950 en la ciudad de Southampton Parish y ha sido campeón de la Liga Premier de Bermudas en una ocasión en el año 1981 y hasta la temporada 2011/12 se mantuvo en la máxima categoría hasta que a partir de la temporada 2012/13 se convirtió en un equipo yo-yo, que constantemente cambia de categoría entre la primera y segunda división de Bermudas.
También ha sido campeón de copa en una ocasión en la temporada 1983/84 y también cuenta con secciones deportivas en críquet y atletismo.

## Estadio
Desde octubre del año 2015 el club juega sus partidos de local en el Southampton Oval luego de que el exjugador y miembro del club Rickai Swan fuera asesinado.

## Palmarés
- Copa FA de Bermudas: 1[4]

1983/84
- Friendship Trophy: 3[4]

1975/76, 1981/82, 1991/92
- Supercopa de Bermudas: 1[4]

1983/84
- Shield Cup: 3[4]

1964/65, 1994/95, 2002/03

## Entrenadores

### Entrenadores destacados
- Albert Smith
- Gerri Saltus
- Keith Jennings (2010- 2012)[5]
- Marvin Belboda (2012-2013)[6]
- Maurice Lowe (2013-2015)[7]
- Keith Jennings (2015-presente)[8]